# Hypnos (EP)
První studiová nahrávka české deathmetalové kapely Hypnos.

## Seznam skladeb
1. Infernational – 2:36
2. Breeding The Scums – 4:01
3. The Cave (Bulldozer) – 4:48
4. In Blood We Trust – 2:31

## Sestava
- Bruno – baskytara, zpěv
- Pegas – bicí
- R.A.D. – kytara

## Reedice & Licence
- 2000 – Mad Lion Records (PL) – MC split w/Infernal Maze "Epoch Of The Dead"
- 2001 – Dark Angel Records (T) – MC split w/Groinchurn "Already Dead"
- 2004 – Metal Age Productions (SK) – CD "Demo(n)s – The Collection 1999–2003"
- 2011 – Mad Lion Records (PL) – CD "In Blood We Trust"
- 2011 – Mad Lion Records (PL) – double CD "In Blood We Trust + Hypnos / The Revenge Ride + Bonus Live Tracks"